# Абсолюція

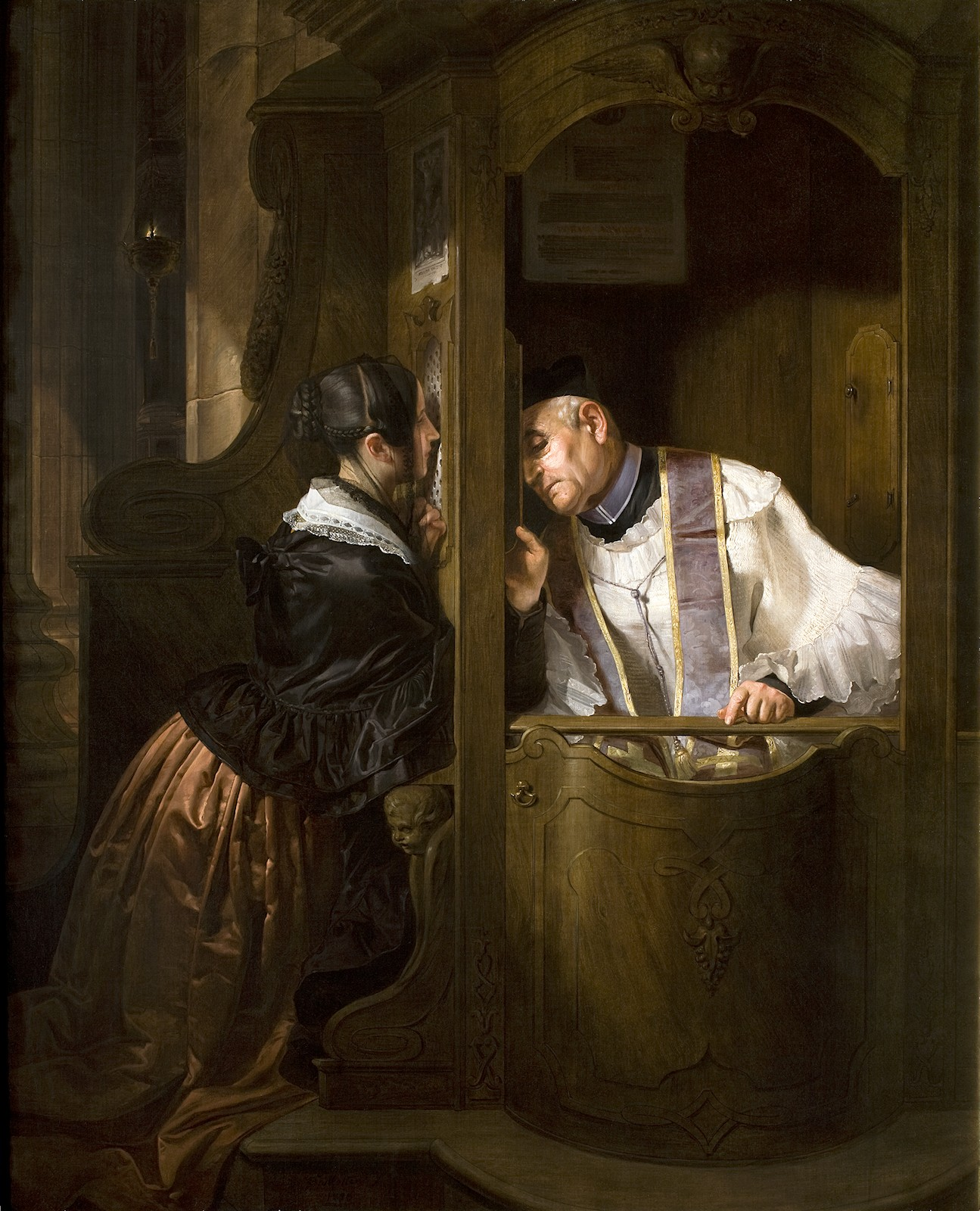
Абсолюція

Абсолю́ція (лат. absolutio, «звільнення», «виправдання») 
1. у юриспруденції постанова суду, за якою підсудний звільняється від покарання. Абсолюція як юридичний термін може позначати вирок судді, за яким відповідач у цивільних справах звільняється від пред'явлених до нього вимог, а обвинувачений по кримінальних — від звинувачення через брак доказів. У загальному праві абсолюція синонім виправдання «excuse», іноді також синонім амністії.
2. у християнстві — надане Церквою відпущення гріхів, або відпущення покарання за гріхи[1]. У вузькому значенні — акт звільнення особи від гріха священиком під час таїнства покаяння[1]. Передбачає розкаяння, сповідь і намір не грішити.